# Афран Ісмаїлов
Афран Амід оглу Ісмаїлов (азерб. Əfran Amid oğlu İsmayılov, нар. 8 жовтня 1988, Баку, СРСР) — азербайджанський футболіст, півзахисник національної збірної Азербайджану та клубу «Карабах».
Володар кубка Азербайджану.

## Клубна кар'єра
У дорослому футболі дебютував 2006 року виступами за команду клубу «Карабах».
У 2009 році на правах оренди захищав кольори команди клубу «Туран».
Після цього повернувся до «Карабаха». Відіграв за команду з Агдама наступні чотири сезони своєї ігрової кар'єри.
Згодом з 2013 по 2015 роки грав у складі команд клубів «Баку», «Хазар-Ланкаран» та «Інтер» (Баку).
До складу клубу «Карабах» повернувся 2015 року.

## Виступи за збірну
2010 року дебютував в офіційних матчах у складі національної збірної Азербайджану.

## Титули і досягнення
- Чемпіон Азербайджану (2):

«Карабах»: 2015-16, 2016-17
- Володар Кубка Азербайджану (3):

«Карабах»: 2008-09, 2015-16, 2016-17